# Audan Syrym
Der Audan Syrym (kasachisch Сырым ауданы Syrym audany, russisch Сырымский район Syrymski rajon) ist ein Bezirk in Westkasachstan in Kasachstan.

## Geografie
Der Audan Syrym liegt im Westen Kasachstans im Gebiet Westkasachstan. Der Bezirk grenzt im Norden an den Audan Börli, im Osten an den Audan Schyngghyrlau und im Süden an die beiden Audandar Qaratöbe und Aqschajyq. Im Westen grenzt der Audan Terekti an den Bezirk.

## Bevölkerung
Bei der Volkszählung 1999 hatte der Audan Syrym 30.569 Einwohner. Die Volkszählung 2009 ergab für den Bezirk eine Einwohnerzahl von 21.575. Bei der letzten Volkszählung 2021 lebten 18.416 Menschen im Audan Syrym. Die Fortschreibung der Bevölkerungszahl ergab zum 1. Januar 2025 eine Einwohnerzahl von 16.940.
| Einwohnerentwicklung               | Einwohnerentwicklung | Einwohnerentwicklung | Einwohnerentwicklung | Einwohnerentwicklung | Einwohnerentwicklung | Einwohnerentwicklung | Einwohnerentwicklung |
| 1939                               | 1959                 | 1970                 | 1979                 | 1989                 | 1999                 | 2009                 | 2021                 |
| ---------------------------------- | -------------------- | -------------------- | -------------------- | -------------------- | -------------------- | -------------------- | -------------------- |
| 21.003                             | 20.790               | 29.718               | 33.707               | 34.484               | 30.569               | 21.575               | 18.416               |
| Anmerkung: Volkszählungsergebnisse |                      |                      |                      |                      |                      |                      |                      |

## Verwaltungsgliederung
Der Audan Syrym ist in zwölf ländliche Bezirke (kasachisch Ауылдық округ Auyldyq okrug; russisch Сельский округ Selski okrug) gegliedert (Stand: 2021).
| Ländlicher Bezirk | Einwohner | Einwohner | Orte                                              |
| Ländlicher Bezirk | 2009      | 2021      | Orte                                              |
| ----------------- | --------- | --------- | ------------------------------------------------- |
| Alghabas          | 1954      | 1361      | Alghabas, Sassyqköl, Schangaöngir                 |
| Araltöbe          | 1343      | 866       | Araltöbe, Qysylaghasch                            |
| Bulan             | 1001      | 706       | Bulan, Schambyl                                   |
| Buldyrty          | 2995      | 2175      | Aqqudyq, Buldyrty, Kögeris, Qaraqudyq, Scharqamys |
| Jeltai            | 742       | 324       | Alatau, Tasqudyq                                  |
| Qossoba           | 1331      | 1041      | Qossoba, Schyraqudyq                              |
| Saryoi            | 1086      | 786       | Kösdiqara, Qysyltang, Schaghyrloi, Schangaqonys   |
| Schetiköl         | 1373      | 972       | Aqoba, Qaraqudyq, Qossaral, Schetiköl             |
| Scholaqangqaty    | 1437      | 825       | Angqaty, Qaraghandy, Quspanköl, Segisüi, Toghanas |
| Schossaly         | 1153      | 722       | Bylqyldaq, Kengascha, Qongyr, Tamdy               |
| Schympity         | 6088      | 6959      | Ölengti, Saralschyn, Schympity                    |
| Taldybulaq        | 1072      | 632       | Qasaqstan, Taldybulaq                             |